# Église Saint-Paul de Saint-Paul-du-Vernay
Pour les articles homonymes, voir Église Saint-Paul.
L'église Saint-Paul est une église catholique située à Saint-Paul-du-Vernay, en France. Datant du XVIIe siècle, elle est inscrite au titre des Monuments historiques.

## Localisation
L'église est située dans le département français du Calvados, dans le bourg de Saint-Paul-du-Vernay.

## Architecture
L'édifice est inscrit au titre des Monuments historiques depuis le 21 mai 1927. Un bas-relief figure sur la façade occidentale représentant saint Paul prêchant à Athènes.

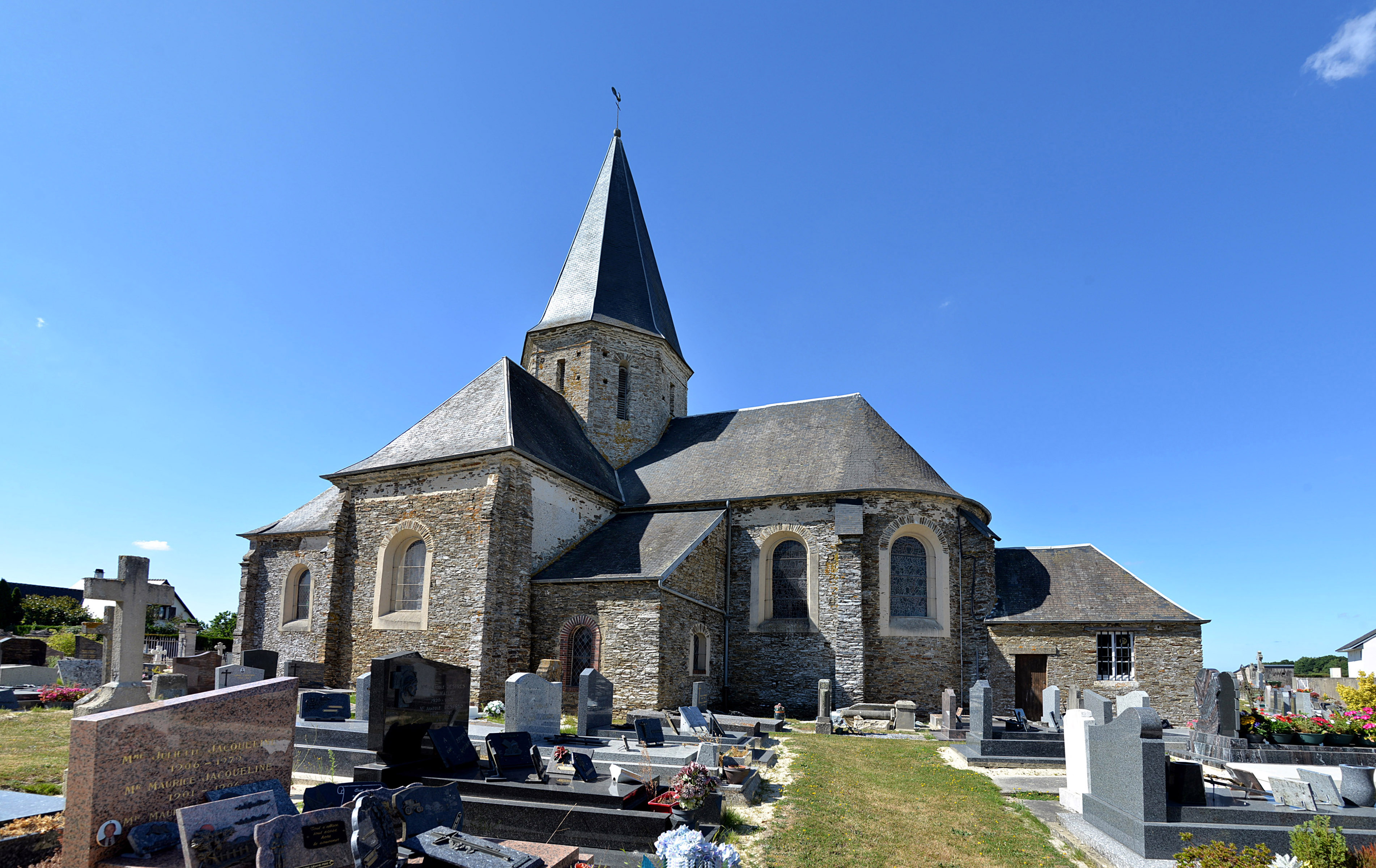
Vue du chevet.
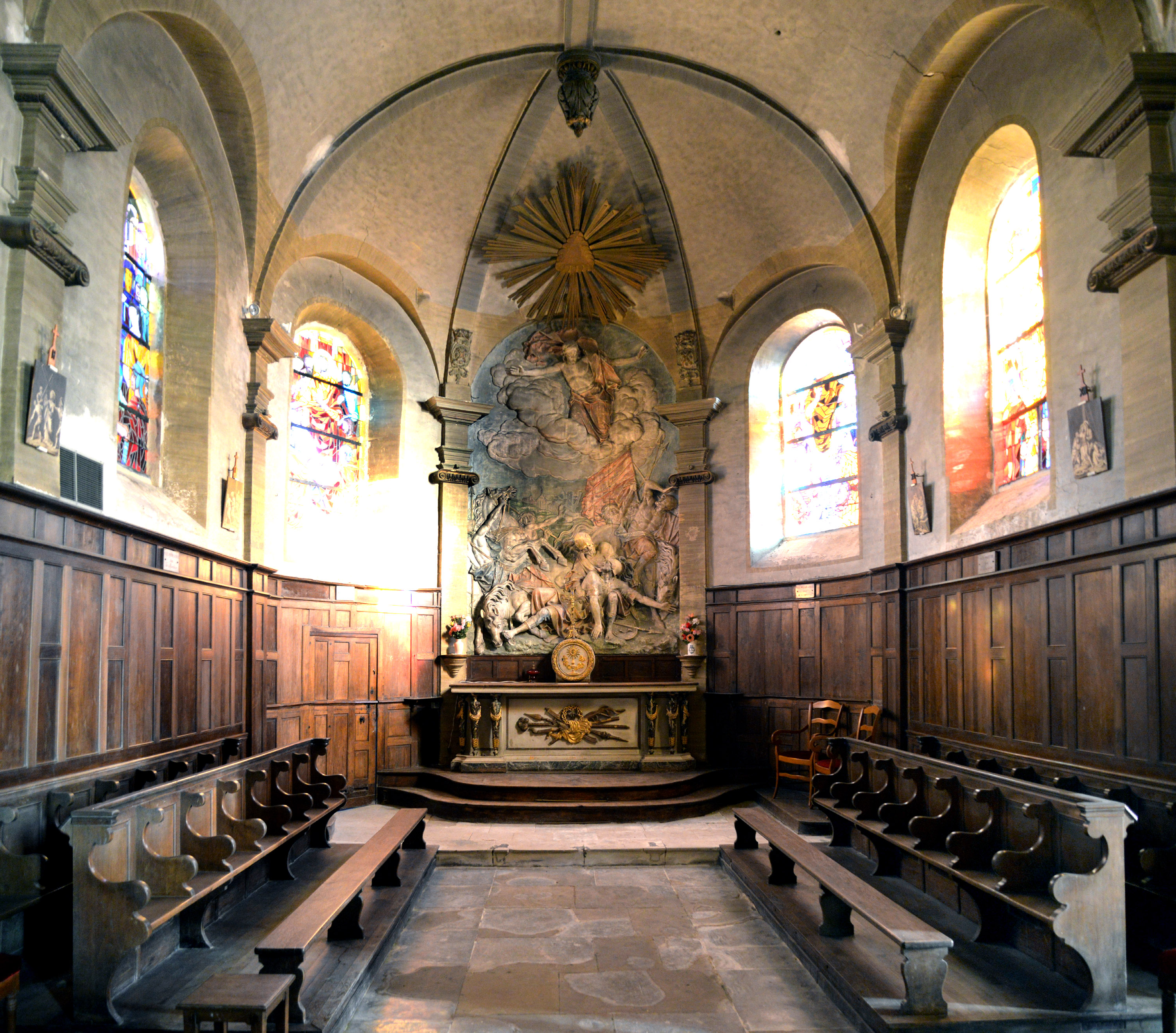
Le chœur.
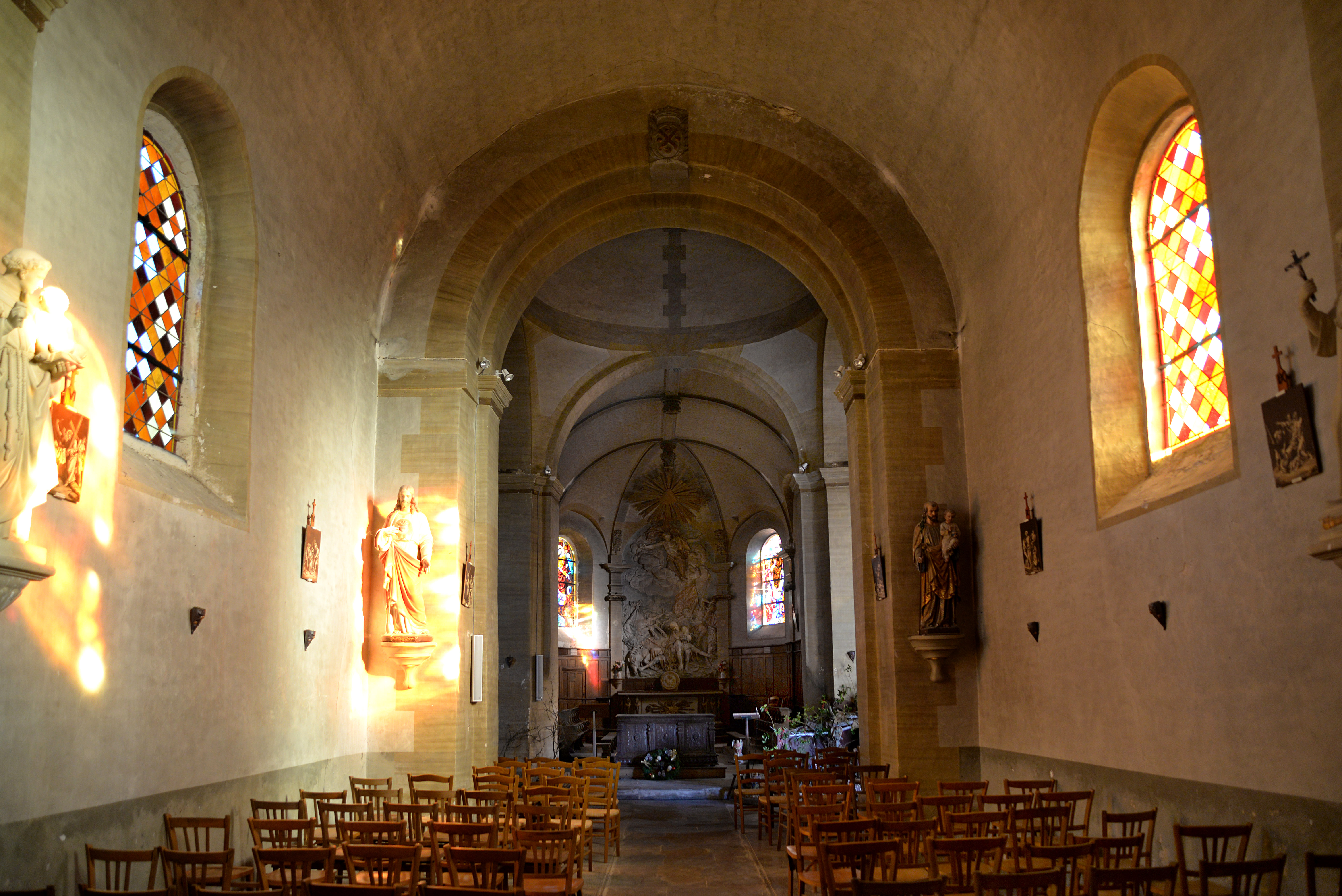
La nef.
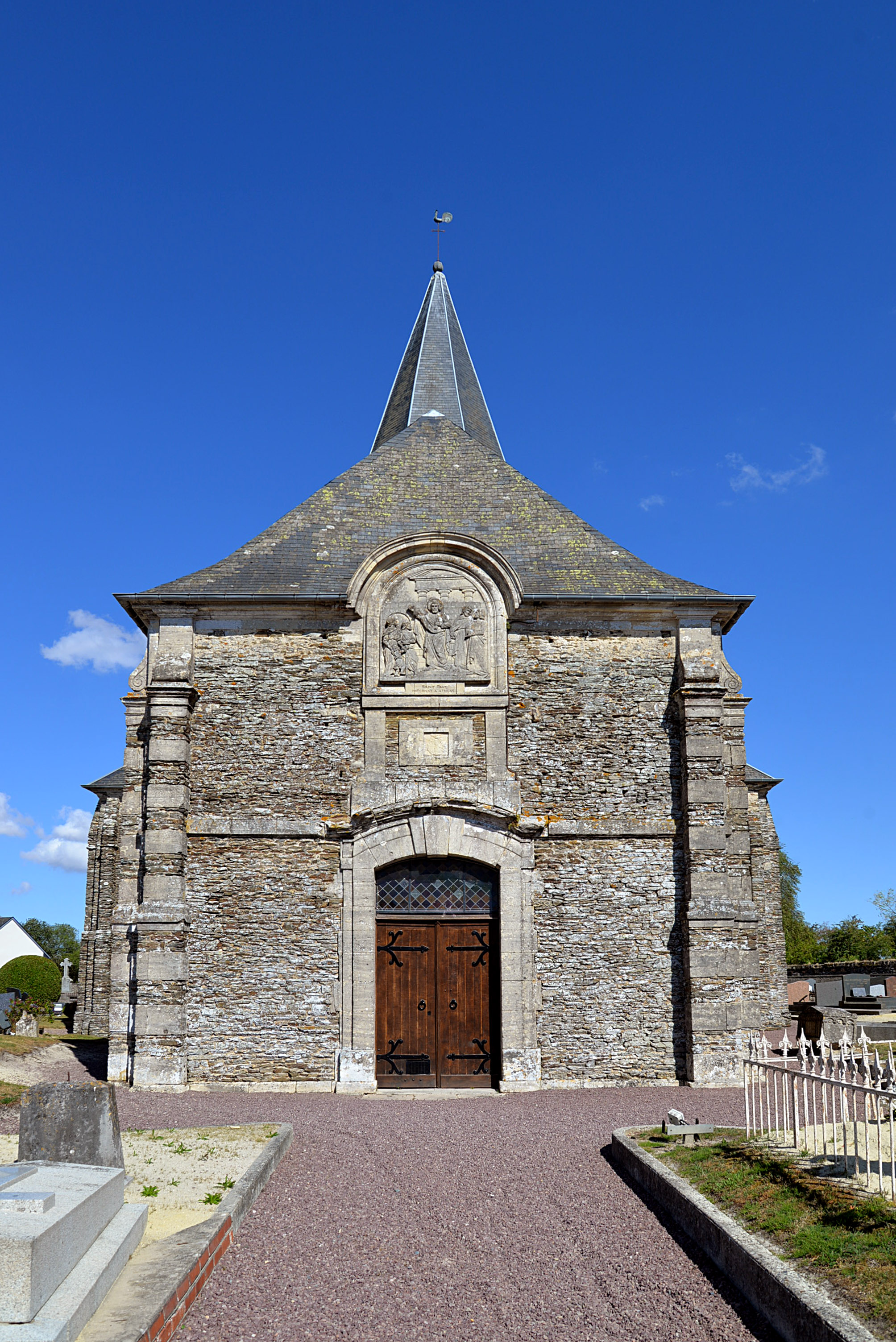
La façade occidentale avec le bas-relief.

## Mobilier
- Retable de la fin du XVIIIe siècle représentant le ravissement de Paul sur le chemin de Damas.
- Statue de saint Gorgon du XVIIIe siècle en bois.

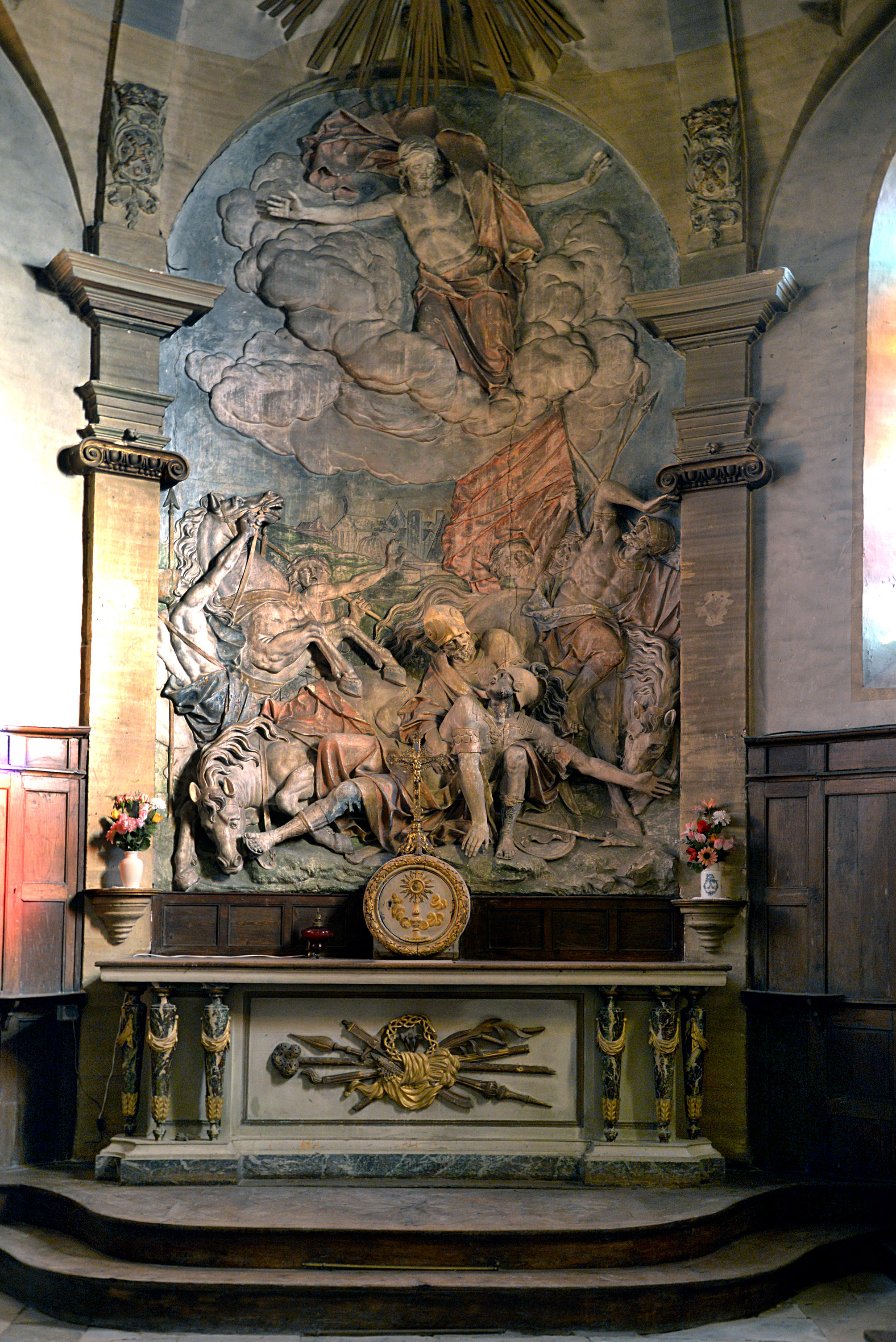
Le retable.
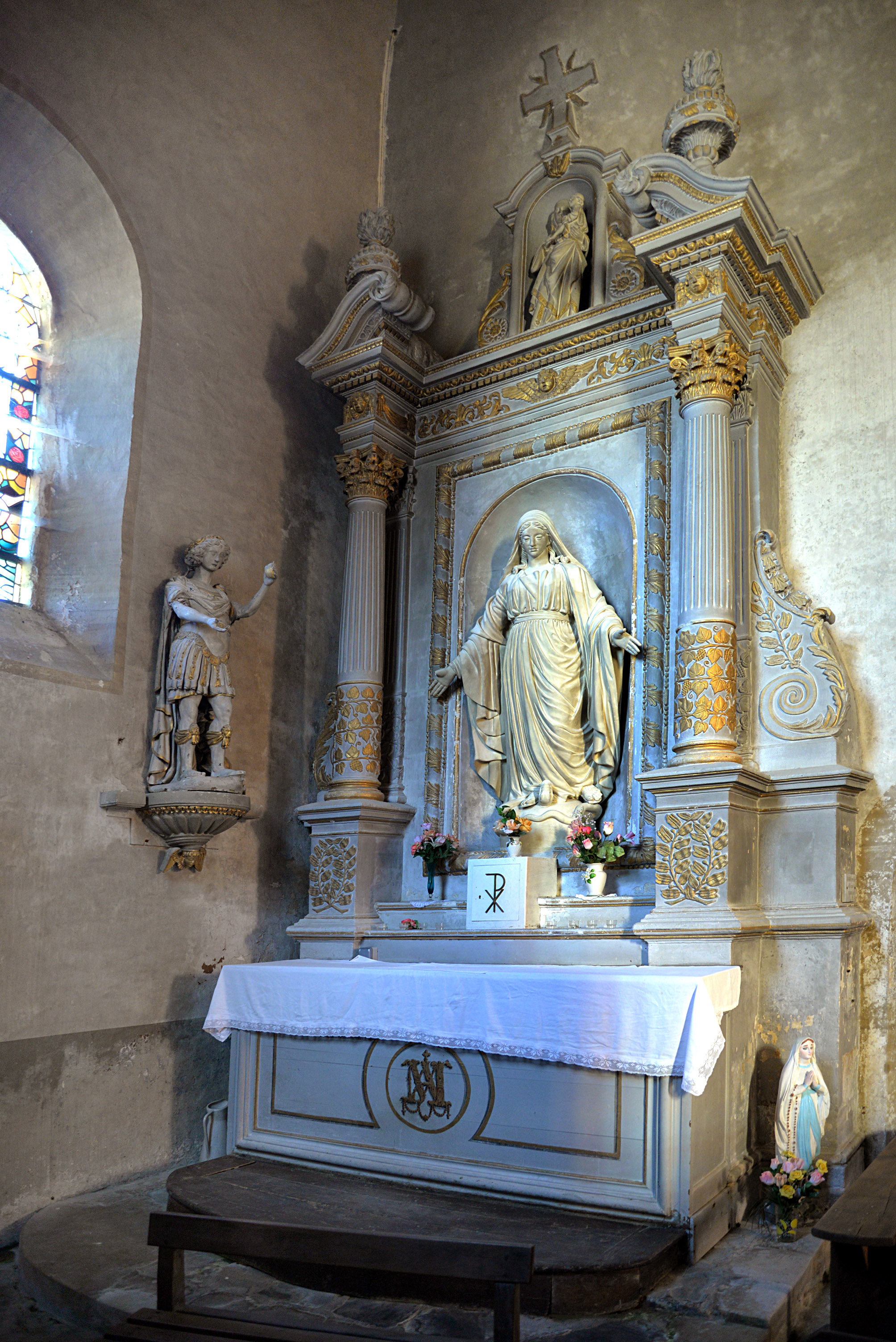
À gauche, statue du XVIIIe en bois de saint Gorgon ou Gourgon.